# Drogi krajowe w Chorwacji
Drogi krajowe w Chorwacji (chorw. Državne ceste u Hrvatskoj) – kategoria dróg publicznych znajdujących się na obszarze Republiki Chorwacji. Drogi krajowe stanowią, obok autostrad, połączenia międzymiastowe oraz z sąsiednimi krajami. Niektóre z tras pokrywają się z przebiegiem międzynarodowych arterii. W 1974 roku długość dróg krajowych osiągnęła 2660 km, w roku 2020 wynosi ponad 7 tysięcy.
Na drogowskazach oznaczane są niebieskim prostokątem z białymi cyframi.
Drogi o numerach D4xx stanowią łączniki, najczęściej z autostradami lub przystaniami promowymi.
Niektóre z tras traktowane są jako drogi ekspresowe (chorw. Brza cesta) oraz posiadają oznakowanie w postaci niebieskiego kwadratu z białym piktogramem samochodu.

Oznakowanie drogi ekspresowej

Do 2007 roku istniała droga krajowa D4, którą przeklasyfikowano na autostradę A3.

## Wykaz dróg krajowych
Poniżej znajduje się lista opracowana na podstawie Decyzji o klasyfikacji dróg publicznych z dnia 30 stycznia 2020 r., opublikowanej w dzienniku urzędowym Narodne novine.

### D1 – D9
| Znak | Numer drogi | Przebieg | Długość (km) |
| ---- | ----------- | --- | ------------ |
| D1   | D1          | Gornji Macelj (A2) – Krapina – Zagreb – Karlovac – Gračac – Knin – Brnaze – Split (D8)                                                                              | 418,66       |
| D2   | D2          | Dubrava Križovljanska (granica ze Słowenią) – Varaždin – Virovitica – Našice – Osijek – Vukovar – Ilok (granica z Serbią)                                           | 347,49       |
| D3   | D3          | Goričan (granica z Węgrami) – Čakovec – Varaždin – Breznički Hum – Zagreb – Karlovac – Rijeka (D8)                                                                  | 218,44       |
| D5   | D5          | Terezino Polje (granica z Węgrami) – Virovitica – Veliki Zdenci – Daruvar – Okučani – Stara Gradiška (granica z Bośnią i Hercegowiną)                               | 123,12       |
| D6   | D6          | Jurovski Brod (granica ze Słowenią) – Ribnik – Karlovac – Brezova Glava – Vojnić – Glina – Dvor – Dvor (granica z Bośnią i Hercegowiną)                             | 134,47       |
| D7   | D7          | Duboševica (granica z Węgrami) – Beli Manastir – Osijek – Đakovo – Slavonski Šamac (granica z Bośnią i Hercegowiną)                                                 | 115,21       |
| D8   | D8          | Pasjak (granica ze Słowenią) – Šapjane – Rijeka – Zadar – Split – Klek (granica z BiH) – Zaton Doli (granica z BiH) – Dubrovnik – Karasovići (granica z Czarnogórą) | 643,40       |
| D9   | D9          | Metković (granica z BiH) – Opuzen – D8 | 10,88        |

### D10 – D77
| Znak | Numer drogi | Przebieg | Długość (km) |
| ---- | ----------- | --- | ------------ |
| D10  | D10         | Węzeł Sveta Helena (A4) – węzeł Dubrava – węzeł Gradec – Križevci – Koprivnica – Gola (granica z Węgrami)                             | 86,40        |
| D12  | D12         | Węzeł Vrbovec 2 (D10) – Bjelovar – Virovitica – Terezino Polje (granica z Węgrami)                                                    | 86,50        |
| D14  | D14         | Węzeł Mokrice (A2) – węzeł Bračak – węzeł Bedekovčina – węzeł Poznanovec – Zlatar Bistrica (D29)                                      | 17,41        |
| D20  | D20         | Čakovec (D3) – Prelog – Donja Dubrava – Đelekovec – Koprivnica (D2)                                                                   | 50,35        |
| D22  | D22         | Novi Marof (D3) – Križevci – Sveti Ivan Žabno (D28)                                                                                   | 42,74        |
| D23  | D23         | Duga Resa (D3) – Josipdol – Žuta Lokva – Senj (D8)                                                                                    | 103,94       |
| D24  | D24         | Zlatar Bistrica (D29) – Donja Konjšćina – Budinšćina – Novi Marof – Varaždinske Toplice – Ludbreg (D2)                                | 60,40        |
| D25  | D25         | Korenica (D1) – Bunić – Lički Osik – Gospić – Karlobag (D8)                                                                           | 83,57        |
| D26  | D26         | Węzeł Dubrava (D10) – Čazma – Garešnica – Dežanovac – Daruvar (D5)                                                                    | 88,50        |
| D27  | D27         | Gračac (D1) – Obrovac – Benkovac – Stankovci – D8                                                                                     | 96,93        |
| D28  | D28         | Węzeł Gradec (D10) – Bjelovar – Veliki Zdenci (D5)                                                                                    | 70,70        |
| D29  | D29         | Novi Golubovec (D35) – Zlatar Bistrica – Marija Bistrica – Soblinec (D3)                                                              | 49,76        |
| D30  | D30         | Velika Kosnica (NC311670) – węzeł Kosnica (A3) – Velika Gorica – Petrinja – Hrvatska Kostajnica – Hrvatska Kostajnica (granica z BiH) | 81,21        |
| D31  | D31         | Velika Gorica (D30) – Pokupsko – Gornji Viduševac – D6                                                                                | 56,15        |
| D32  | D32         | Prezid (granica ze Słowenią) – Delnice (D3)                                                                                           | 49,72        |
| D33  | D33         | Strmica (granica z BiH) – Knin – Drniš – węzeł Vidici (D8)                                                                            | 73,29        |
| D34  | D34         | Slatina (D2) – Donji Miholjac – Josipovac (D2)                                                                                        | 79,49        |
| D35  | D35         | Varaždin (D2) – Lepoglava – Sveti Križ Začretje (D1)                                                                                  | 45,96        |
| D36  | D36         | Karlovac (D1) – Pokupsko – Sisak – Popovača (Ž3124)                                                                                   | 110,54       |
| D37  | D37         | Sisak (D36) – Petrinja – Glina (D6)                                                                                                   | 33,30        |
| D38  | D38         | Pakrac (D5) – Požega – Pleternica – Đakovo (D7)                                                                                       | 120,68       |
| D39  | D39         | Granica z BiH – Aržano – Cista Provo – rondo Šestanovac – Dubci (D8)                                                                  | 37,32        |
| D40  | D40         | Węzeł Sveti Kuzam (A7) – D8 | 1,11         |
| D41  | D41         | Gola (granica z Węgrami) – Koprivnica – Križevci (D22)                                                                                | 57,93        |
| D42  | D42         | Vrbovsko (D3) – Ogulin – Josipdol – Plaški – Grabovac (D1)                                                                            | 90,25        |
| D43  | D43         | Đurđevac (D2) – Bjelovar – Čazma – węzeł Ivanić-Grad (A3) – Trebovec – węzeł Rugvica (A3)                                             | 96,87        |
| D44  | D44         | Węzeł Nova Vas (A9) – Ponte Portone – Buzet – węzeł Lupoglav (A8)                                                                     | 50,47        |
| D45  | D45         | Veliki Zdenci (D5) – Garešnica – węzeł Kutina (A3)                                                                                    | 43,61        |
| D46  | D46         | Đakovo (D7) – Vinkovci – Tovarnik (granica z Serbią)                                                                                  | 71,24        |
| D47  | D47         | Lipik (D5) – Novska – Hrvatska Dubica – Hrvatska Kostajnica – Dvor (D6)                                                               | 94,49        |
| D48  | D48         | Węzeł Baderna (A9) – Pazin – węzeł Rogovići (A8)                                                                                      | 20,84        |
| D49  | D49         | Pleternica – węzeł Lužani (A3) | 19,24        |
| D50  | D50         | Žuta Lokva (D23) – Otočac – Gospić – Gračac (D27)                                                                                     | 104,24       |
| D51  | D51         | Gradište (D53) – Požega – węzeł Nova Gradiška (A3)                                                                                    | 50,31        |
| D52  | D52         | Špilnik (D50) – Korenica (D1) | 41,09        |
| D53  | D53         | Donji Miholjac (granica z Węgrami) – Našice – Slavonski Brod (granica z BiH)                                                          | 92,37        |
| D54  | D54         | Maslenica (D8) – Zaton Obrovački (D27)                                                                                                | 13,54        |
| D55  | D55         | Borovo (D2) – Vinkovci – Županja (granica z BiH)                                                                                      | 48,91        |
| D56  | D56         | Węzeł Tromilja (D424) – Benkovac – Skradin – Drniš (D33) – Muć – węzeł Klis – Grlo (D1)                                               | 119,88       |
| D57  | D57         | Vukovar (D2) – Orolik – Nijemci – węzeł Lipovac (A3)                                                                                  | 35,87        |
| D58  | D58         | Szybenik (port) – Boraja – Trogir (D8)                                                                                                | 42,96        |
| D59  | D59         | Knin (D1) – Kistanje – Bribirske Mostine – Putičanje – Kapela (D8)                                                                    | 53,66        |
| D60  | D60         | Brnaze (D1) – Trilj – Cista Provo – Imotski – Vinjani Donji (granica z BiH)                                                           | 66,00        |
| D62  | D62         | Šestanovac (D39) – Zagvozd – Vrgorac – Kula Norinska – Metković (D9)                                                                  | 89,54        |
| D64  | D64         | Pazin (D48) – Podpićan – Vozilići (D66)                                                                                               | 26,91        |
| D66  | D66         | Pula (D400) – Labin – Opatija – Matulji (D8)                                                                                          | 90,37        |
| D69  | D69         | Slatina (D2) – Čeralije – Voćin – Zvečevo – Kamensko (D38)                                                                            | 53,15        |
| D70  | D70         | Omiš (D8) – Naklice – Gata – węzeł Blato na Cetini (A1)                                                                               | 21,60        |
| D72  | D72         | Slavonski Brod: D53 – Svačićeva – I. G. Kovačića – N. Zrinskog (D423)                                                                 | 2,73         |
| D74  | D74         | Đurmanec (D207) – Krapina – Bednja – Lepoglava (D35)                                                                                  | 22,00        |
| D75  | D75         | D200 – Sveta Marija na Krasu – Umag – Novigrad – Poreč – Vrsar – Vrh Lima – Bale – Pula (D400)                                        | 93,04        |
| D76  | D76         | Baško Polje (D8) – Zagvozd (D62) – Grubine (D60) – Imotski – Vinjani Gornji (granica z BiH)                                           | 28,34        |
| D77  | D77         | Węzeł Rogovići (A7) – Žminj – Svetvinčenat – Vodnjan (D75)                                                                            | 33,18        |

### D100 – D129
| Znak | Numer drogi | Przebieg                                                              | Długość (km) |
| ---- | ----------- | --------------------------------------------------------------------- | ------------ |
| D100 | D100        | Porozina (przystań promowa) – Cres – Mali Lošinj – Veli Lošinj        | 83,68        |
| D101 | D101        | D100 – Merag (przystań promowa)                                       | 10,92        |
| D102 | D102        | Šmrika (D8) – Krk – Baška                                             | 45,84        |
| D103 | D103        | D102 – port lotniczy Rijeka                                           | 1,68         |
| D104 | D104        | D102 – Valbiska (przystań promowa)                                    | 10,08        |
| D105 | D105        | Lopar (przystań promowa) – Rab – Mišnjak (przystań promowa)           | 22,70        |
| D106 | D106        | Žigljen (przystań promowa) – Novalja – Pag – Ražanac – Posedarje (D8) | 73,70        |
| D109 | D109        | Veli Rat – Savar – Sali                                               | 41,93        |
| D110 | D110        | Muline (przystań promowa) – Ugljan – Tkon (przystań promowa)          | 41,59        |
| D111 | D111        | Maslinica – Grohote – Stomorska                                       | 17,39        |
| D112 | D112        | Rogač (przystań promowa) – D111                                       | 2,78         |
| D113 | D113        | Supetar – Nerežišće – Sumartin (przystań promowa)                     | 39,37        |
| D114 | D114        | Milna – Sutivan – Supetar (D113)                                      | 18,37        |
| D115 | D115        | Gornji Humac (D113) – Bol                                             | 11,40        |
| D116 | D116        | Hvar (Ž6269) – Milna – Stari Grad (przystań promowa) – Sućuraj        | 76,46        |
| D117 | D117        | Komiža – Podhumlje – Vis                                              | 19,94        |
| D118 | D118        | Vela Luka – Kapja – Dubovo – Korčula                                  | 43,50        |
| D119 | D119        | Ubli – Lastovo                                                        | 9,52         |
| D120 | D120        | Pomena – Polače – Sobra – Saplunara                                   | 42,99        |
| D121 | D121        | Murter – Tisno – D8                                                   | 14,05        |
| D123 | D123        | Przystań promowa Sobra – D120                                         | 1,05         |
| D124 | D124        | Przystań promowa Brbinj – Brbinj – D109                               | 1,75         |
| D125 | D125        | Przystań promowa Zaglav – D109                                        | 1,12         |
| D126 | D126        | Trogir (D8) – Arbanija – Slatine                                      | 7,95         |
| D128 | D128        | Uvala Mikavica – przystań promowa Žirje                               | 5,04         |
| D129 | D129        | Teren przemysłowy (terminal LNG) – D102                               | 2,64         |

### D200 – D235
| Znak | Numer drogi | Przebieg                                                                       | Długość (km) |
| ---- | ----------- | ------------------------------------------------------------------------------ | ------------ |
| D200 | D200        | Plovanija (granica ze Słowenią) – Buje – węzeł Buje (A9)                       | 11,81        |
| D201 | D201        | Požane (granica ze Słowenią) – Buzet (D44)                                     | 7,08         |
| D203 | D203        | Brod na Kupi (granica ze Słowenią) – Delnice (D3)                              | 11,18        |
| D204 | D204        | Pribanjci (granica ze Słowenią) – Bosanci (D3) – węzeł Bosiljevo 1 (A1)        | 6,27         |
| D205 | D205        | Razvor (granica ze Słowenią) – Kumrovec – Klanjec – Gubaševo (D1)              | 24,59        |
| D206 | D206        | Hum na Sutli (granica ze Słowenią) – Pregrada – Krapina (D1)                   | 28,73        |
| D207 | D207        | Hum na Sutli (D206) – Lupinjak – Đurmanec (D1)                                 | 14,50        |
| D208 | D208        | Trnovec (granica ze Słowenią) – Nedelišće (D3)                                 | 6,88         |
| D209 | D209        | Mursko Središće (granica ze Słowenią) – Šenkovec – Čakovec (D3)                | 17,29        |
| D210 | D210        | Gola (D41) – Ždala – Molve – Virje (D2)                                        | 24,34        |
| D211 | D211        | Baranjsko Petrovo Selo (granica z Węgrami) – Baranjsko Petrovo Selo (D517)     | 1,96         |
| D212 | D212        | D7 – Kneževi Vinogradi – Batina (granica z Serbią)                             | 22,05        |
| D213 | D213        | D2 – Erdut (granica z Serbią)                                                  | 26,65        |
| D214 | D214        | Županja (D55) – Gunja – granica z BiH                                          | 28,84        |
| D216 | D216        | Vojnić (D6) – Kolarić – Maljevac (granica z BiH)                               | 25,03        |
| D217 | D217        | Ličko Petrovo Selo (D1) – Ličko Petrovo Selo (granica z BiH)                   | 2,95         |
| D218 | D218        | Užljebić (granica z BiH) – Donji Lapac – Dnopolje – Bjelopolje (D1)            | 52,07        |
| D219 | D219        | Gornji Muć (D56) – Sinj – Obrovac Sinjski – Bili Brig (granica z BiH)          | 31,65        |
| D220 | D220        | Węzeł Bisko (A1) – Čaporice (D60) – Trilj – Kamensko (granica z BiH)           | 28,95        |
| D222 | D222        | Mali Prolog (granica z BiH) – D62                                              | 0,58         |
| D223 | D223        | Gornji Brgat (granica z BiH) – Dubac (D8)                                      | 4,65         |
| D224 | D224        | Mošćenica (D37) – Blinjski Kut – Sunja – Panjani (D30)                         | 34,24        |
| D225 | D225        | Harmica (granica ze Słowenią) – Brdovec – węzeł Zaprešić (A2)                  | 15,13        |
| D227 | D227        | granica ze Słowenią – Banfi – Štrigova – Prekopa – Lopatinec – Šenkovec (D209) | 19,40        |
| D229 | D228        | Jurovski Brod (D6) – Kamanje – Ozalj – Karlovac (D1)                           | 30,23        |
| D229 | D229        | D206 – Mali Tabor – Luka Poljanska – Miljana – Kumrovec (D205)                 | 25,89        |
| D231 | D231        | Bregana Naselje (granica ze Słowenią) – Samobor – węzeł Sveta Nedelja (A3)     | 10,85        |
| D232 | D232        | Sisak (D36) – Čigoč – Kratečko – Puska – Jasenovac (D47)                       | 65,71        |
| D233 | D233        | Hum na Sutli (D206) – Mali Tabor (D229)                                        | 4,59         |
| D235 | D235        | Granica z BiH – Čepikuće – Lisac – Doli (D8)                                   | 12,20        |

### D300 – D316
| Znak | Numer drogi | Przebieg                                                          | Długość (km) |
| ---- | ----------- | ----------------------------------------------------------------- | ------------ |
| D300 | D300        | Umag (D75) – węzeł Buje (A9)                                      | 8,42         |
| D301 | D301        | Novigrad (D75) – Bužinija – węzeł Nova Vas (A9)                   | 5,75         |
| D302 | D302        | Poreč (D75) – węzeł Baderna (A9)                                  | 8,39         |
| D303 | D303        | Rovinj (D75) – węzeł Kanfanar (A9)                                | 13,55        |
| D304 | D304        | Kastav (Ž5047) – węzeł Diračje (A7) – Rijeka (D8)                 | 7,10         |
| D305 | D305        | D32 – Čabar (Ž5031)                                               | 4,88         |
| D306 | D306        | Vir – Nin – Zadar (Bili brig) – D8                                | 27,49        |
| D307 | D307        | Gubaševo (D1) – Oroslavje – Donja Stubica – Marija Bistrica (D29) | 23,81        |
| D310 | D310        | Jastrebarsko (D1) – węzeł Jastrebarsko (A1)                       | 4,57         |
| D312 | D312        | D47 – Novska                                                      | 1,81         |
| D313 | D313        | Nova Gradiška – Rešetari (D51)                                    | 1,93         |
| D314 | D314        | D2 – Orahovica                                                    | 2,88         |
| D316 | D316        | Nova Gradiška (Ž4157) – D51                                       | 2,44         |

### D400 – D431
| Znak | Numer drogi | Przebieg                                                            | Długość (km) |
| ---- | ----------- | ------------------------------------------------------------------- | ------------ |
| D400 | D400        | Pula (D75) – Pula (przystań promowa)                                | 1,64         |
| D401 | D401        | D66 – port lotniczy »Pula«                                          | 1,49         |
| D402 | D402        | D66 – Brestova (przystań promowa)                                   | 3,18         |
| D403 | D403        | Węzeł Škurinje (A7) – port Rijeka zachód                            | 2,45         |
| D404 | D404        | Rijeka (D8) – port Brajdica – węzeł Draga (A7)                      | 3,97         |
| D405 | D405        | Stinica (przystań promowa) – D8                                     | 3,79         |
| D406 | D406        | D8 – Prizna (przystań promowa)                                      | 2,91         |
| D407 | D407        | Zadar (przystań promowa) – Zadar (D8)                               | 3,78         |
| D408 | D408        | Port lotniczy »Pleso« – D30                                         | 3,79         |
| D409 | D409        | Plano (D8) – port lotniczy »Split« – węzeł Kaštel Novi (D8)         | 6,30         |
| D410 | D410        | Przystań promowa Split – Visoka (D8)                                | 4,02         |
| D411 | D411        | Makarska zachód (D8) – przystań promowa – (D411)                    | 1,54         |
| D412 | D412        | Drvenik (D8) – Drvenik (przystań promowa)                           | 0,35         |
| D413 | D413        | Ploče (D425) – przystań promowa Ploče                               | 1,37         |
| D414 | D414        | przystań promowa Orebić – Ston – Zaton Doli (D8)                    | 64,74        |
| D415 | D415        | przystań promowa Trpanj – Donja Banda (D414)                        | 7,17         |
| D416 | D416        | Prapratno (D414) – przystań promowa Prapratno                       | 0,92         |
| D417 | D417        | Port rzeczny Osijek – D2                                            | 2,33         |
| D418 | D418        | D2 – port lotniczy Klisa                                            | 2,54         |
| D420 | D420        | Sustjepan (D8) – port Gruž                                          | 2,84         |
| D421 | D421        | Most Raša (D66) – port Bršica                                       | 3,64         |
| D422 | D422        | Węzeł Babindub (D424) – port lotniczy »Zadar« – Ž6040               | 4,30         |
| D423 | D423        | Slavonski Brod: D514 – port Slavonski Brod                          | 6,14         |
| D424 | D422        | Zadar (port Gaženica) – węzeł Zadar 2 (A1)                          | 17,60        |
| D425 | D425        | PPO Karamatići (A1) – węzeł Čeveljuša – port Ploče                  | 9,87         |
| D429 | D429        | Selište Drežničko (D42) – Prijeboj (D1)                             | 14,11        |
| D430 | D430        | D30 – port lotniczy »dr. Franjo Tuđman«                             | 2,11         |
| D431 | D431        | Slavonski Brod: D53 – teren przemysłowy Đuro Đaković                | 0,40         |
| D432 | D432        | Split: D1 – Solinska ulica – Sjeverna luka – Ulica Domovinskog rata | 3,70         |
| D433 | D433        | Split: D432 – Zagorski put – Ulica Domovinskog rata – D8            | 2,52         |
| D434 | D434        | Bobovje – Mihaljekov Jarak (D1)                                     | 0,63         |

### D500 – D545
| Znak | Numer drogi | Przebieg                                                                                  | Długość (km) |
| ---- | ----------- | ----------------------------------------------------------------------------------------- | ------------ |
| D500 | D500        | Węzeł Vranja (A8) – Šušnjevica – Kršan (D64)                                              | 23,55        |
| D501 | D501        | Gornje Jelenje (D3) – węzeł Oštrovica (A6) – Meja – Križišće – Šmrika (D8)                | 20,29        |
| D502 | D502        | Donji Zemunik (D56) – Smilčić – Karin (D27)                                               | 16,40        |
| D503 | D503        | Zapužane (D27) – Biograd na Moru (przystań promowa)                                       | 16,19        |
| D507 | D507        | Valentinovo (D206) – Krapinske Toplice – Gubaševo (D205)                                  | 15,63        |
| D510 | D510        | Węzeł Umag (A9) – Kaštel (granica ze Słowenią)                                            | 3,00         |
| D512 | D512        | Makarska (D8) – Ravča (D62)                                                               | 30,63        |
| D514 | D514        | Slavonski Brod (D53) – węzeł Slavonski Brod wschód (A3)                                   | 2,72         |
| D515 | D515        | Našice (D53) – Đakovo (D7)                                                                | 32,69        |
| D516 | D516        | Karasovići (D8) – Konfin (granica z Czarnogórą)                                           | 14,36        |
| D517 | D517        | Beli Manastir (D7) – Belišće (D34)                                                        | 27,40        |
| D518 | D518        | Osijek (Divaltova) – węzeł Trpimirova (D2) – Jarmina (D46)                                | 33,97        |
| D519 | D519        | Dalj (D213) – Borovo (D2)                                                                 | 16,23        |
| D520 | D520        | Węzeł Babina Greda (A3) – Slavonski Šamac (D7)                                            | 7,62         |
| D522 | D522        | Udbina (D1) – Lovinac – węzeł Gornja Ploča (A1)                                           | 13,20        |
| D525 | D525        | Pleternica (D49) – węzeł Slavonski Brod zachód (A3) – Slavonski Brod (D53)                | 25,55        |
| D526 | D526        | Węzeł Varaždinske Toplice (A4) – Varaždinske Toplice (D24)                                | 1,20         |
| D528 | D528        | Varaždin (D2) – węzeł Varaždin (A4)                                                       | 2,41         |
| D530 | D530        | Węzeł Ludbreg (A4) – Zamlaka (D2)                                                         | 1,63         |
| D531 | D531        | Węzeł Vrpolje (A1) – Vrpolje (D58)                                                        | 1,66         |
| D534 | D534        | Budak (D25) – węzeł Gospić (A1)                                                           | 2,36         |
| D535 | D535        | Drvenik (D8) – Ravča (D62)                                                                | 12,10        |
| D536 | D536        | Węzeł Buševec (A11) – Buševec (D30)                                                       | 1,01         |
| D537 | D537        | Slakovci (D46) – Otok – węzeł Spačva (A3)                                                 | 21,98        |
| D538 | D538        | Virovitica (D5) – Lipovac – Suhopolje (D2)                                                | 12,91        |
| D539 | D539        | Islam Latinski (D8) – Smilčić – Donje Biljane (D56)                                       | 13,57        |
| D540 | D540        | Konjščina (D24) – Jertovec – Beloslavec – Bedenica – Komin (D3)                           | 14,73        |
| D541 | D541        | D6 – węzeł Novigrad (A1)                                                                  | 5,48         |
| D542 | D542        | Išišće (D64) – Kloštar (D500)                                                             | 4,00         |
| D543 | D543        | Klinča Sela (D1) – węzeł Donja Zdenčina (A1)                                              | 2,26         |
| D544 | D544        | Węzeł Farkaševac (D12) – Farkaševac – Rajić – Gudovac – Bjelovar (D43)                    | 16,96        |
| D545 | D545        | Karlovac (D228) – Karlovac (D6) – Karlovac (D3)                                           | 4,66         |
| D546 | D546        | Bregana (D231) – Stojdraga – Novo Selo Žumberačko – Hartje – Krašić – Vrh Draganički (D1) | 60,42        |
| D547 | D547        | D50 – Rok – Obrovac (D27)                                                                 | 38,15        |
| D548 | D548        | Trojstveni Markovac (NC302700) – Bjelovar – Velike Sredice (D43)                          | 6,71         |